# Bolkoprijtuigen

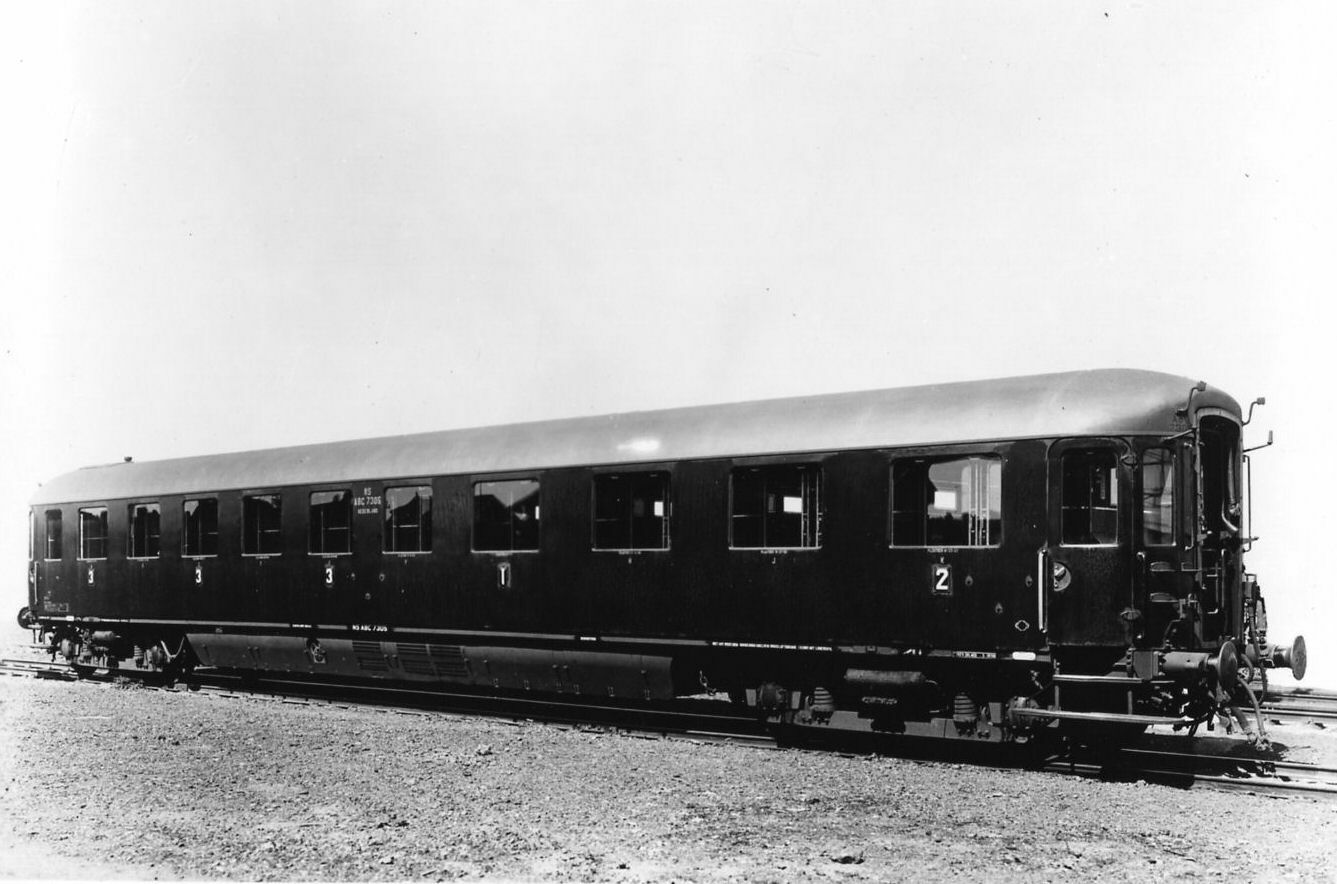
Bolkoprijtuig ABC 7305 (serie ABCd 7301-7308); 1935.

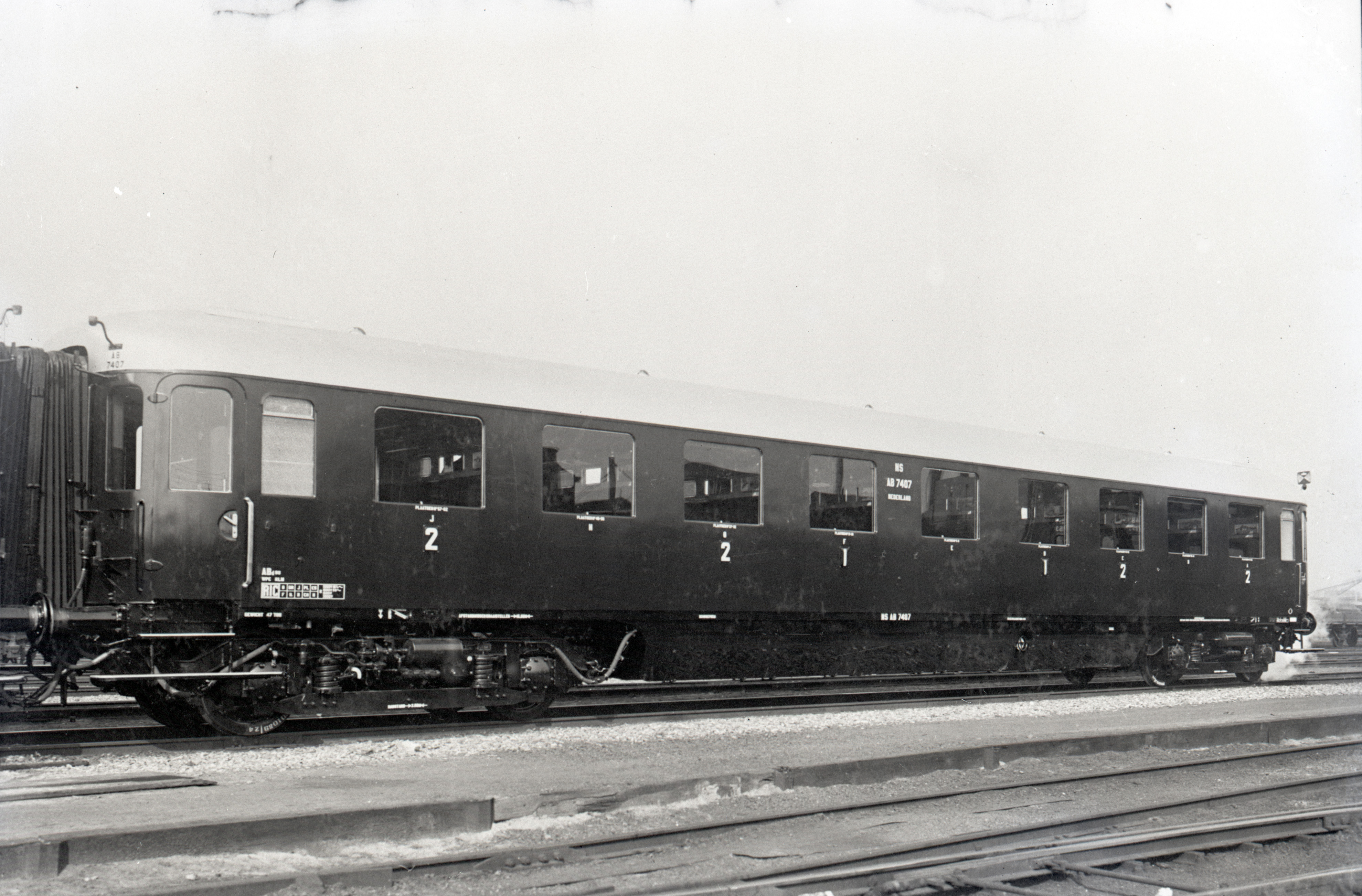
Bolkoprijtuig AB 7407 (serie ABd 7401-7410); augustus 1939.

De bolkoprijtuigen waren een serie spoorrijtuigen die tussen 1935 en 1958 voor de Nederlandse Spoorwegen werden gebouwd. Er zijn vier series te onderscheiden: de vooroorlogse rijtuigen, en de naoorlogse Plan D, Plan C en Plan K.

## Indeling
De vooroorlogse rijtuigen werden van 1935 tot 1939 gebouwd door Werkspoor en waren genummerd in ABCd 7301-7308 (1935-1936), ABd 7401-7410 (1939) en Cd 7211-7222 (1937). De ABCd-rijtuigen hadden tien coupés. Zes daarvan waren voor de derde klasse, twee voor de tweede klasse en twee voor de eerste klasse, waarvan een coupé facultatief eerste of tweede klasse was. De ABd-rijtuigen hadden negen coupés, waarvan drie eerste klas en waarvan er een facultatief eerste of tweede klasse was, de andere coupés waren alle tweede klas. De Cd-rijtuigen hadden tien coupés derde klas. De rijtuigen hadden twee toiletten, maar de ABCd-rijtuigen hadden er slechts een.

## Zitplaatsen
De ABCd rijtuigen hadden 4/10 zitplaatsen eerste klasse, 11/17 plaatsen tweede klasse en 48 zitplaatsen derde klasse.
De ABd-rijtuigen hadden 8/14 zitplaatsen eerste klasse en 36/42 zitplaatsen tweede klasse.
De Cd-rijtuigen hadden 80 zitplaatsen derde klasse.

## Gebruik en geschiedenis
De rijtuigen waren bedoeld voor de internationale dienst. De rijtuigen reden onder andere in Nederland, België, Duitsland, Zwitserland, Italië, Polen, Joegoslavië, Roemenië, Hongarije en Tsjecho-Slowakije. In het begin waren de rijtuigen olijfgroen met een zilver dak. Echter, na oorlogsdreigingen werden de daken grijs. Veel rijtuigen werden in de Tweede Wereldoorlog vernield of gestolen. De rijtuigen die over waren vernummerde men in: ABCd 7302-7308, ABd 7401-7406 en Cd 7111-7119. De rijtuigen werden vanaf 1956 berlijnsblauw. In dat jaar zijn ook de klasseverschuivingen geweest, de rijtuigen werden: AB 7302-7308, A 7401-7406 en B 7111-7119. Aan het eind van de jaren vijftig werden de rijtuigen uit de internationale dienst gehaald, waardoor de nummers AB 6202-6208, A 6001-6006 en B 6111-6119 werden. De rijtuigen AB 6202-6208 werden in 1959 verbouwd tot tweede klasrijtuig met bagageruimte, waardoor de nummers BD 6802-6808 werden. De B 6111-6119 werden afgevoerd tussen 1966 en 1968, de BD 6802-6808 tussen 1968 en 1970. De A 6001-6006 werden ten slotte afgevoerd in 1973.
Diverse rijtuigen uit de serie ABd 7401 deden dienst bij museumspoorlijnen, waaronder de ABd 7401, ABd 7404 en ABd 7409. De ABd 7401 van de VSM werd bij restauratie groen geschilderd, het kreeg toen onjuiste klasse borden. In 1984 volgde sloop. De andere twee ABd rijtuigen kwamen bij de Stichting Stoomtrein Tilburg-Turnhout. Deze rijtuigen werden rond 1986 gesloopt. De ABCd 7301 is in 1982 aan de Veluwsche Stoomtrein Maatschappij verkocht. Het rijtuig werd daar tot 2009 als kantine gebruikt.